# Cantonul Ferrières-en-Gâtinais
Cantonul Ferrières-en-Gâtinais este un canton din arondismentul Montargis, departamentul Loiret, regiunea Centru, Franța.

## Comune
- Chevannes
- Chevry-sous-le-Bignon
- Corbeilles
- Courtempierre
- Dordives
- Ferrières-en-Gâtinais (reședință)
- Fontenay-sur-Loing
- Girolles
- Gondreville
- Griselles
- Le Bignon-Mirabeau
- Mignères
- Mignerette
- Nargis
- Préfontaines
- Sceaux-du-Gâtinais
- Treilles-en-Gâtinais